# لوسيفر (دي سي كومكس)
لوسيفر هو شخصية خيالية في دي سي كومكس،صنفته موقع آي جي إن في المرتبة ال68 ضمن قائمتها لأعظم الأشرار في الكومكس.